# Distrito judicial del Callao
El distrito judicial del Callao es una división administrativa del Poder Judicial del Perú. Tiene como sede la ciudad de El Callao y su competencia se extiende a los distritos que conforman la provincia constitucional del Callao con excepción de los distritos de Ventanilla y Mi Perú.

## Historia
Los inicios de este distrito judicial se remontan a la creación de la Corte Superior de Justicia del Callao, la misma que fue creada el 22 de abril de 1959 mediante Ley N.º 13212 durante el mandato del presidente Manuel Prado Ugarteche. Posteriormente, la Ley N.º 13534 extendió su jurisdicción e incluyó seis provincias: Chancay (que posteriormente se dividiría dando lugar a las provincias de Huaral, Huaura y Barranca), Cajatambo (de la que luego se separaría la provincia de Oyón) , Huarochirí, Yauyos, Canta y Cañete del departamento de Lima. Con esa provisión, la Corte se instaló el 21 de abril de dicho año con asistencia del presidente Manuel Prado, el presidente de la Corte Suprema de Justicia, José Merino Reyna, y del cardenal Juan Landázuri Rickets. Los vocales fundadores de la corte fueron los doctores Remigio Pino Carpio, Francisco Velasco Gallo, Manuel Tamayo Vargas, Juan Arce Murúa y Samuél del Mar y Morla; así como el Fiscal Dagoberto Ojeda del Arco.
En 1992, mediante Ley N.º 25680 se crearon los distritos judiciales de Huaura (con jurisidicción en las provincias de Huaral, Huaura, Barranca, Oyón y Cajatambo) y Cañete (con jurisdicción en las provincias de Cañete y Yauyos), separándolos de la jurisdicción del Distrito Judicial del Callao y el año 2014 se creó el distrito judicial de Puente Piedra - Ventanilla retirando de su jurisdicción a los distritos de Ventanilla y Mi Perú.

## Jurisdicción
A pesar de que en un primer momento este distrito judicial tenía jurisdicción sobre casi la totalidad del departamento de Lima, posteriormente dicha jurisdicción fue limitándose por la creación de nuevos distritos judiciales. En la actualidad este distrito judicial tiene una jurisdicción sobre los distritos de Bellavista, El Callao, Carmen de La Legua La Punta, La Perla .